# Веллі Перейд
«Веллі Перейд» (англ. Valley Parade) — футбольний стадіон клубу «Бредфорд Сіті» в місті Бредфорд, Західний Йоркшир, Англія. 

## Історія
Збудований в 1886 році, спочатку був домівкою Регбійно-футбольного клубу Меннінгем аж до його переформатування в 1903 році в футбольний клуб «Бредфорд Сіті». З того моменту він став домашньою ареною клубу, хоча в даний момент належить Пенсійному фонду колишнього міського голови Бредфорда Гордона Гіббса. Тимчасово був домашнім стадіоном іншого футбольного клубу міста «Бредфорд Парк-Авеню» (1973—1974) та регбійного клубу «Бредфорд Буллс» (2001—2002).
Стадіон, протягом своєї історії зазнав ряду реконструкцій, так зокрема в 1908 році відомому британському архітекторові Арчибальду Лейтчу було доручено перепроектувати арену у зв'язку з кваліфікацією «Бредфорд Сіті» в Перший дивізіон. Згодом «Веллі Перейд» після страшної пожежі на стадіоні 11 травня 1985 року, коли загинуло 56 прихильників клубу, а 265 отримали поранення, був реконструйований на суму 2,6 млн фунтів і знову відкритий в грудні 1986 року. 
Ряд коректив в конструкцію стадіону було внесено в 1990-х та 2000-х роках і на даний момент він вміщує 25,136 глядачів.